# كين ماكبرايد
كين ماكبرايد (بالإنجليزية: Ken McBride)‏ هو لاعب كرة قاعدة أمريكي، ولد في 12 أغسطس 1935 في هنتسفيل في الولايات المتحدة.

## وصلات خارجية
- كين ماكبرايد على موقعبيزبول رفرنس.كوم (الدوري الرئيسي) (الإنجليزية)